# کریستوفر سملر
کریستوفر سملر (انگلیسی: Christoph Semmler؛ زادهٔ ۳ مارس ۱۹۸۰) بازیکن فوتبال اهل آلمان است.
از باشگاه‌هایی که در آن بازی کرده‌است می‌توان به باشگاه فوتبال بلننسس و باشگاه فوتبال شوارتز-وایس اسن اشاره کرد.